# 安堂ロイド〜A.I. knows LOVE?〜
『安堂ロイド〜A.I. knows LOVE?〜』（あんどうロイド エー アイ ノウズ ラブ、英題：Ando ♡ Roid）は、TBS系「日曜劇場」枠（毎週日曜日21:00 - 21:54〈JST〉）で2013年10月13日から12月15日まで放送されたテレビドラマ。主演は木村拓哉。
100年先の未来から大切な人を護るために現代へと送り込まれたアンドロイド・安堂ロイド（ARX II-13）と、婚約者である沫嶋黎士を亡くした安堂麻陽との交流を軸に描かれる、現在と100年先の未来を結ぶSFドラマ仕立ての時空を超えたラブストーリー。コンセプト・設定協力としてアニメ『新世紀エヴァンゲリオン』シリーズのスタッフである庵野秀明、そして鶴巻和哉、前田真宏が実写テレビドラマに初参加して制作された。第17回日刊スポーツ・ドラマグランプリ、月刊TVnaviドラマ･オブ･ザ･イヤー2013などを受賞している。
2014年6月11日にBD、DVDソフトが発売。初動売上は1億を超え、オリコンBD週間ランキング、同DVD週間ランキング（6月23日付）でドラマ部門1位を記録した。

## あらすじ
2013年のある日、安堂麻陽と婚約中の天才物理学者・沫嶋黎士は100年後の未来から来た警察アンドロイドの機体に殺害される。その死は飛行機事故に偽装され、突然婚約者を亡くし憔悴する麻陽もまたアンドロイドに襲われる。だが、彼女の元に黎士と瓜二つの姿を持つアンドロイド・ARX II-13が現れて彼女を救う。彼は未来のクライアントの命令で麻陽の命を守るために現れたという。麻陽はアンドロイドの非情な振る舞いが理解できず当初は反発するが、未来の秘密を守るために彼を黎士が生きていたことにしてなりすまさせ一緒に生活する。そして、次第に彼が人間らしい感情を持つことに気付いて絆を深めていき、安堂ロイドという名前を付ける。未来の警察機体は次々に麻陽のもとに送り込まれ、ロイドはその度に体を張って麻陽を守り続ける。ロイドは黎士が残した麻陽への思いや、仲間同士の友情、支援ロボット・サプリの自分への愛などを知り、感情のプログラムを得て人間の未来とその鍵となる麻陽への思いを強くしていく。
やがてロイドの存在は黎士の妹・七瀬や公安刑事・葦母、麻陽に密かな思いを寄せる同僚・星に気付かれることになるが、彼らは麻陽が巻き込まれ、そのために命を奪われようとしている未来の権力者による陰謀を知り、彼女を守るためにロイドに協力していくことになる。そして、殺された黎士が未来で脳データ化され、その意思が麻陽を守るため2013年にロイドを送り込んだこと、七瀬が多重人格障害であり、その凶暴な別人格が2013年に生み出したのが、警察アンドロイドを支配する謎の美少女ことARX IX-THE LAST QUEEN（LQ）であることが明らかになる。LQは現代の権力者たちをも支配し、麻陽の周囲の人々を次々に襲うが、麻陽と彼女を守ろうとする人々の思いに支えられたロイドはその身を犠牲にしてLQを倒し消滅する。その後、海底に沈むメモリーチップとなって100年の時を過ごしたロイドは、未来から再度麻陽の元に現れ、メモリーを抜いた肉体に黎士の脳データをインストールして黎士を麻陽の元に復活させ、二人の未来を守ることを約束してサプリと共に去っていく。

## 登場人物
キャラクターに関する読み仮名などの出典は公式サイトの出演者説明キャラクター紹介、および各テレビ情報誌に基づく。
☆は麻陽・ロイドの命を狙うアンドロイド、または彼らになりすまされるか乗り移られるかした者。名前の由来は過去に実在した学者。

### 主要人物
安堂 ロイド（あんどう ロイド）
演 - 木村拓哉
2113年から来たアンドロイド。型番：「ARX II-13」（エーアールエックスセカンドサーティーン）。彼自身は第4話まで劇中で型番以外の名を名乗っていないが、クレジット上は初回から「安堂ロイド」である。以下の説明では便宜上「安堂ロイド」または「ロイド」とする。
悪魔のOSと言われるアスラシステムが搭載されており、通常はユカワOSが起動する。クライアントの要望により黎士と同じ外見で2013年に現れ、生前の彼が残した眼鏡を身に付ける。
麻陽の命を危険から守るようクライアントから命じられており、目的のための「消耗品」として自分の肉体が傷つくことには頓着しない。ただし人間のように痛みを感じ、赤い血を流す。感情のプログラムは搭載されていないが、以前の任務で犯した大量殺人を全て覚えており、その記憶にうなされ苦しむ様子を見せるが、その記憶を消すことを「無責任」であるとして拒絶している。仲間のアンドロイドとの間には友情も築いている。サプリの説明によれば、高度な人工知能にはプログラムされなくても必然的に感情が芽生え、人間よりも豊かな感性を持つこともあるためである。また、嘘をつく機能もない。人間と同じように食物を味わうことができるが、これは仲間のナビエにインストールしてもらった味覚のプログラムによるものである。
倒した敵アンドロイドは原子還元処理によって消滅させる。麻陽によって、彼女の名字の「安堂」と、ロイドのかけている黎士の眼鏡がロイド眼鏡であることから「安堂ロイド」と名付けられる。
謎の美少女によって身体を破壊されるがロイドのメモリーチップだけが残り、100年後の学者が発見した後にプログラムが起動してロイドの身体が2013年にプリントアウトされ、黎士にその身体を返す。
沫嶋 黎士（まつしま れいじ）〈38〉
演 - 木村拓哉（二役）
東京帝國大学次元物理学部物理学科宇宙理論学教授。IQは245。死亡時期：2013年10月7日 15:05 房総半島沖。
容姿は良いが変わり者扱いされており、婚約者の麻陽の携帯番号すら知らないが、時空構造に関するワームホール理論研究の第一人者でノーベル賞の有力候補とされる。若いころは貧しく、肉を食べられない生活をしていたためプロフィール上は肉を食べないことになっていたが、実際はパンの耳から人工肉を作ったり、麻陽との食事で初めて牛肉を口にしていた。また外食はせず麻陽の手料理だけを食べる。
将棋のネットゲームで「バレエメカニック」のハンドルネームを名乗り、そこで知り合った麻陽と婚約中で、2013年12月15日に挙式するはずだった。結婚を前に麻陽とマンションに同居し、そこに大学の研究室を忠実に再現した書斎を作っている。2113年から現代に送り込まれた警察機体アンドロイド・ラプラスによって殺される。
安堂 麻陽（あんどう あさひ）
演 - 柴咲コウ
黎士の婚約者で、大手外資系IT企業「エニグマ・エンジン・ソフト社」の若き広報室長。美人で英語が堪能なビジネスウーマン。広報として同社のシステムの不具合に対応している。
黎士とはよく将棋をしていて、いつも負けていた。将棋ゲームのハンドルネームは「サニー千葉」。
ロイドの存在に対し、最初はいらだちや不信感を抱いていたが、物を直したり、自分を何回も助けてくれたり、留置場の中で悪夢にうなされていたこともあり、徐々に心配し始める。
彼女を守ろうとする者たちにとって、人類の未来の象徴であり、旗あるいは将棋における王将のような存在である。

### 東京帝國大学沫嶋研究室
沫嶋 七瀬（まつしま ななせ）
演 - 大島優子（子供の七瀬：信太真妃 / 第6話）
黎士の妹で、兄と同じ研究室に籍を置く准教授。黎士と同じく天才的頭脳を持つ。過去、両親を事故で失い、麻陽を姉のように慕っている。
ロイドのことを当初は黎士だと思っていたが、麻陽に真実を告げられ、一時は取り乱し麻陽を「みんなをぬか喜びさせた酷い女」と吐き捨てて信頼を失ってしまうが、その後口封じでロイドに命を狙われた際に、麻陽が命がけで守ったことによって再び信頼するようになる。
黎士を通じて殺人リストの存在を知り、兄のパソコンに未来の人物とやりとりしているメールがあると麻陽に告げる。兄の行っていた「未来と現在をリンクさせる研究」についても把握し、その理論を解説することができる。
精神的に不安を感じると過呼吸の症状を起こし、研究室の自分のデスクに大量の薬をしまっている。実は子供のころより両親から優秀な兄と比べられることに嫉妬心を抱いており、小学2年生の時に鉄道会社の列車運行管理システムをハッキングして列車衝突事故を起こし、両親をこれにより死亡させた。さらに謎の美少女からは兄を殺したと指摘される。黎子（レイコ）という麻陽に殺意を抱く別人格が現れ、多重人格障害と診断され入院する。
江戸川 斗夢（えどがわ とむ）
演 - ジェシー（ジャニーズJr.）
黎士の助手。飛び級の上留学してきたため、他の助手よりも若く20歳である。
栗山 薫（くりやま かおる）
演 - 山本美月
黎士の助手。中学、高校、大学、大学院の11年間ミスコンを制覇している。
倉田 朝晴（くらた ともはる）
演 - 池田大
黎士の助手。髪の毛には常に寝癖が付いている。

### エニグマ・エンジン・ソフト社
麻陽が勤めるIT企業。以下、説明時は適宜「エニグマ社」と略す。名前の由来は日本の作家。
星 新造（ほし しんぞう）
演 - 桐谷健太
麻陽の部下で、システムエンジニア兼広報担当。ひそかに麻陽に恋心を抱くも、2人の仲を祝福し気を遣う。黎士の著書を全て読んでいるほどのファンでもある。東京帝國大学を受験したときに緊張していた自分を励ましてもらって以来、黎士を「先生」と呼び尊敬している。またその時に黎士からもらったライターを今でも大切に持っている。しかしロイドが黎士ではないことに気付き、健康保険の記録や警察の捜査記録などで麻陽たちの身辺に関わるデータをハッキングし、不正入手する行動に出る。
小松 左京子（こまつ さきこ）〈30〉
演 - 山口紗弥加
麻陽の部下で、広報室の腰掛けOL。忙しい麻陽に代わって買い物をしたりしている。実は葦母刑事の娘だが、立てこもり事件を起こした母親の弟を公務上で殺害し家庭を崩壊させた父親を恨んでおり仲が悪い。しかし、葦母が死に瀕したときには、家族として心配する気持ちを伝える。

### 警視庁
角城 元（かどしろ はじめ）
演 - 平岡祐太
公安部の幹部。葦母の上司にあたる。正体はアンドロイド警察機体の隊長で、型番：「CR-XX III-1」（シーアールダブルエックス サードワン） → 再インストール後の型番：「CR-XX III-1R」（シーアールダブルエックス サードワンアール）。謎の美少女によって処理されたが、紆余曲折あって、サプリが持つドクロ顔のテディベアにデータを宿す。後に再インストールしたサプリの手で5Dプリンターより実体化し、ポリスクラウドに造反、ロイド、麻陽側に味方すると公言する。謎の美少女（LQ）・メンデルとの最終決戦において、メンデルに原子還元処理の火球を打ち込まれるも、相討ちの形でメンデルにも火球を打ち込み共に消滅した。
葦母 衣朔（あしも いさく）
演 - 遠藤憲一
公安部第仇課特殊捜査班の刑事。2113年に関連した「殺人スケジュール表」絡みで立て続けに発生している殺人事件について捜査している。黎士の肉片が飛行機事故現場から発見されていることを知ったことや、ロイドの振る舞いから彼に不審を抱き、麻陽の身辺を調べる。
小松左京子の実の父親だが、妻の弟を公務上殺害したことが原因で離婚し、娘とも疎遠になっており誕生日も知らない。死に急いでいるかのような態度を取るが、左京子に対しては収入のほとんどを彼女の口座に振り込み、娘やいずれ生まれてくる孫の世代の命を守るために命を張って仕事をするという信念を語っている。
ヘビースモーカーで職場内の至るところに禁煙の注意書きが貼られているが、聞く耳を持たず、喫煙してはいけない場所でも構わず吸い続けている。
冨野 好雪（とみや よしゆき）☆
演 - 日野陽仁
公安部第仇課特殊捜査班の刑事で、葦母の部下。
暗殺アンドロイドに乗り移られ、葦母や星、麻陽たちに銃口を向ける。その後、警視庁内の倉庫で白骨化した遺体として発見された。

### その他
サプリ
演 - 本田翼
安堂ロイドの修理をするサプライヤーのアンドロイド。再インストール後の型番：「SRX-ラッキー7R」（エスアールエックス ラッキーセブンアール）。看護師のコスチュームで現れ、故障時に部品や武器を提供するほか、2013年の世界でロイドが任務遂行する際の証拠隠滅を行い、変装などもする。感情のプログラムがインストール済みで、同様のインストールをされた仲間が苦しみながら破砕処理された過去について語る。
事務机の引き出しから「呼ばれて飛び出てジャジャジャジャーン!」と言いながら登場する。
ロイドのバグを直すべく感情のプログラムをインストールした後、ロイドを庇って敵に自分の体を侵食され、彼の原子還元処理で敵と一緒に消滅。その後、角城によるデータの助力で、本体を再プリントアウトする。
謎の美少女 / ARX IX
演 - 桐谷美玲
角城と関わりを持ち、白いセーラー服に、白いハイソックスをひざ下まで伸ばし、身にまとっている謎の女子高生。見た目は楚々とした美少女だが内面は冷酷かつ傲岸。その正体は七瀬の別人格レイコが作り出したアンドロイドで、型番：「ARX IX-THE LAST QUEEN」（エーアールエックス ナインス ザ・ラスト・クイーン）。最強のアンドロイドとして安堂ロイドを追い詰めるも、最終的にはロイドの捨て身の攻撃で破壊され、100年後の学者にもその姿を発見されることはなかった。
安堂 景子（あんどう けいこ）
演 - 名取裕子（特別出演）
麻陽の母。名古屋に在住する老舗味噌屋の女将。座右の銘は「女は度胸、男は鳩胸」。夫は他界しており、盛田守という明らかに年下の彼氏と結婚を前提に付き合っている。

### 各話ゲスト
複数話登場の場合は括弧（）内に表記。

#### 第1話
ラプラス☆
演 - 福田彩乃
型番：「CRX III-7」（シーアールエックス サードセブン）。2113年から送り込まれた警察機体。黎士を殺害し、麻陽の命を狙う。
定められた未来や歴史を補正するため、殺人スケジュールに従って過去の人物を粛清する任務に就いていたが、安堂ロイドとの激闘の末、破壊される。
浦池 典雄
演 - やべけんじ
毎朝新聞記者。エニグマ社が発売するソフト「Enigma Cloud」の不具合について取材する。
御法川 忠雄
演 - 堀聡志
東京帝國大学物理学者。死亡時期：2013年10月7日 10:03 新宿。黎士の前に殺人スケジュールに従って殺害される。

#### 第2話
バルス / キュリー☆
演 - 柿澤勇人（二役）
型番：「SRX V-5」（エスアールエックス フィフスファイブ）。2113年から送り込まれた警察機体。顔の形状や体型が良く似ている2体組の、ステルスタイプのアンドロイド。
伍代 進一
演 - 田中護
私立伍代鑑定事務所主席研究員。元科学捜査研究所研究員。葦母からの依頼を請け負い、正規ルートでは調査不可能な案件を扱う調査員。黎士をめぐる秘密に迫るも、その後殺害されていたことが分かる。
鑑識
演 - 岩本淳
地下鉄で人が飛び降りたと連絡があり検証を行う捜査官。
警官
演 - 前田龍輝（現芸名：龍輝）
上記、鑑識と同じ。

#### 第3話
ボルタ☆
演 - 三浦力
型番：「TRX I-4」（ティーアールエックス ファーストフォー）。2113年から送り込まれた警察機体。ハエ型の小型ロボットを操るカメレオンタイプのアンドロイド。小型ロボットを人間の耳から侵入させて自爆させたり、他者の姿になりすます。
看守
演 - アジャコング
麻陽が拘留された留置場の女性看守。
警官1
演 - 杉浦大介
警官2
演 - 浦島こうじ
上記2名は麻陽をDV容疑で逮捕した警官たち。
焼肉屋店員
演 - 信川清順
麻陽と星が食事をする焼肉店の店員。

#### 第4話
川島（かわしま） / ドルトン☆
演 - 津村知与支（二役）
2113年から送り込まれた警察機体。出所してきたテロリスト・川島を装う。ポリスクラウドの命令により、葦母の爆死を企て、さらに麻陽を拳銃で狙撃する。
桐生 貴志（きりゅう たかし）〈38〉 / ナビエ☆
演 - 藤本隆宏（二役）
桐生はイーストカリフォルニア大学の教授で黎士の親友。ナビエは桐生を装って現れた暗殺者アンドロイドで、型番：「ARX IV」（エーアールエックス フォース）。未来ではロイドと同じ戦闘部隊に所属していた仲間で、ロイドに味覚のプログラムをインストールした。
医師
演 - 矢崎まなぶ（第5話）
葦母の治療を行う医師。
ナース
演 - 志藤彩那
葦母の治療を行う看護師。
店員
演 - 横山真弓
黎士と麻陽が指輪を注文したジュエリー・エルウニベルソの店員。
男子学生
演 - 辻川慶治
ラジオキャスター
演 - 杉山真也（TBSアナウンサー）
テレビキャスター
演 - 江藤愛（TBSアナウンサー）

#### 第5話
近藤
演 - 大和田健介
エニグマ社社員。
クラウド音
演 - Miki Clark（第6 - 最終話）
OP音
演 - Bob Werley（第6 - 最終話）

#### 第6話
フレミング☆
演 - 岩井秀人
警察機体アンドロイド。妻がいると嘘をついてロイドに命乞いする。その後、メンデルたちと共に麻陽を襲った際に「家族などただの設定に過ぎん」と嘯いたため、激昂したロイドに意識を保ったまま原子還元処理される。
盛田 守（もりた まもる）
演 - 高橋努
景子の彼氏。名古屋にある高校の体育教師。
ケプラ☆
演 - 伊達暁（第7 - 9話）
警察機体アンドロイド。ロイドとの対戦時、フレミングの最後を目の当たりにしてウージングアウトし逃走する。その後、2113年の警察と連絡を取り合い現代の公安とともにロイド抹殺を謀る。
メンデル☆
演 - 谷田歩（第7 - 最終話）
警察機体アンドロイド。ケプラと同様に逃走し、ロイド抹殺計画を進める。
沫嶋 晃士（まつしま こうじ）〈没38〉
演 - 野間口徹
黎士と七瀬の父。
沫嶋 七海（まつしま ななみ）〈没37〉
演 - 荻野友里
黎士と七瀬の母。
先生
演 - 岩瀬亮
カメラマン
演 - 平原テツ
家族写真を撮るカメラマン。
係員
演 - 渡辺舞
婚礼衣装フィッティングの係員。

#### 第7話
幹谷 総一
演 - 鶴見辰吾（第8 - 最終話）
公安幹部。葦母の上司にあたる。2113年の警察と取引をする。
石川
演 - 神尾佑（第8 - 最終話）
SIT隊長。
各国要人
演 - RANDY GOINS、OXANA IWASAKI、DANIEL JOZAGHI
2066年、ロイドに殺害された世界各国の要人たち。
2066年のアンドロイド
演 - 中川剛

#### 第8話
防衛大臣
演 - 井上真樹夫（第9 - 最終話）
現職の防衛大臣。幹谷やケプラたちの交渉に対応し、ロイド抹殺と引き換えに未来の技術を受け取る取引を進めるが、人間のコントロールが及ばなくなることを心配して調印直前に異議を唱え、謎の美少女に撃たれる。ケプラに原子還元処理を実行されそうになるが、「珍しく、生きる価値のある男だ」と判断したロイドに救出される。
医者
演 - 嶋田久作
入院した七瀬の担当医。
公安刑事1
演 - 川島潤哉
公安刑事2
演 - 中川智明

#### 第9話
看護師
演 - 森脇英理子（最終話）
七瀬の入院先の女性看護師。七瀬が医者たちを襲撃し失踪したことを麻陽に伝える。
中島
演 - 中野剛
七瀬の入院先の医師。七瀬の凶暴な人格レイコに襲われ、男性看護師とともに重傷を負う。

#### 最終話
猪瀬
演 - 小村裕次郎

### その他の人物
劇中ではノンクレジットだったが、特記に値する登場人物を下記に説明する。
インド人教授
アスラシステムの開発者で、ロイドにそのプログラムを搭載させた張本人。「血のクリスマスイブ作戦」中に落雷で壊れたロイドを修理し、その時にある真実に気づいた。

## 用語解説
本作品には、物語に散りばめられた謎をひも解くための重要な用語や小ネタが多数登場する。以下、五十音順で記載。
アインシュタインOS
謎の美少女が通常起動の際に発動しているOS。
アスラシステム
ロイドや謎の美少女が戦闘時に使うOSで、起動時はヒンディー語のオペレーション音声が発せられる。起動用の注射器には液体状の分子タスクコマンドが入っていて、これを心臓付近に注射して使う。使用回数に制限があり、残りの回数はロイドの右手の甲に表示される。哲学的コマンドのため非常に演算能力が高いが、危険とされている。日本語の由来は阿修羅（ヒンドゥー教におけるアスラ）から来ている。感情を持ち暴走したアンドロイドがテロを起こしたことから、「悪魔のOS」と呼ばれている。
その本質はサンスクリット語の「アスラ」が意味する通り「命を与える」というもの。
OOZING OUT（ウージング アウト）
にじみ出てくること。安堂ロイドや敵アンドロイドの移動手段。風景からにじみ出る（OOZE）かのように瞬間移動する。ロイドはウージングアウトの際、眼鏡をおさえる。
ARXII-13
AはATTACK。軍用機でAは攻撃機を意味し、ARXは攻撃型ロボットの試作機を表す。つまり、攻撃型ロボット試作機、第二形状の13型という意味が込められている。2066年、仲間とともに一斉にバグを起こし世界の要人をはじめ10億人を虐殺したとされているが、実際には世界の指導者がアジア・アフリカ地域を中心とした人口爆発地域で人口抑制のために虐殺を行わせ、それを「汚れ仕事」としてアンドロイドに押し付けていた。ロイドたちが身に付けていた戦闘服にはフランスの死刑執行人家系であるサンソン家の紋章がある。高度な知性を持つアンドロイドが、自ら忌み嫌われていた存在の象徴を身に付けることは考えられないことから、星がロイドに味方するきっかけともなった。
グランシア航空
黎士が搭乗していたことにされた、太平洋上空で消息を絶った飛行機を運航した航空会社。木村と柴咲が共演したGOOD LUCK!!（2003年）には「グランシェア航空」が登場している。
原子還元処理（げんしかんげんしょり）
ロイドが敵を倒した際に行う処理。処理にはゼロクラウドからの許可が必要である。通常アンドロイドを倒す際には捕らえた相手の耳の穴部分へ針状に形状変化した指を刺し、頭部を貫くと相手は白目をむいた状態で動きが停止し意識を失う。その後処理申請が通ると手のひらから敵の体に火球を落とし、青い光や赤い光、黄色い光の発生とともに原子・分子レベルにして消滅させる。しかしフレミングを倒した際にはゼロクラウドがなくしかも家族を使った卑劣なうそをついたためロイドの怒りがこみあげてロイドは許可を得られず自己意思で処理を行い、相手が意識を保ったまま火球を落とし実行する。この際には赤い光が発しフレミングは断末魔の叫びを上げている。
殺人スケジュール
2113年の何者かがネットに公開した殺人予定表。一般には公開されていない情報も記載されている。
スペシウム光線、エメリウム光線
黎士と麻陽がじゃれ合う際にとるポーズで、二人のラブサインのようなもの。植田P曰く「二人きりのときはバカバカしい子供っぽいラブラブをやろうと思った」とのこと。第7話で未来からのメールを読んだ麻陽は、そこに漢数字の「十八」が表示されたのを見て、このポーズと同じ形であることから、それが間違いなく黎士から送られた、恋人同士にだけわかるメッセージだと気付く。
5Dプリンタ
5Dは5次元を意味する。タイムマシンの役割を担っていて、アンドロイドが現代に来たことを「プリントアウトされた」と表現する。ロイドとサプリは机の引き出しからプリントアウトされ、現代にやって来る。プリントアウトされる際、ロイドは虹色、サプリは金色の模様が机に走る。
プラントル・グロワートの特異点
謎の美少女（LQ）の発言にて触れられた。最終話でLQは、特異点とは天才・沫嶋黎士のことであり、それが生み出したベイパーコーンがロイドだと語る。
ユカワOS
ロイドに搭載されているOS。アスラシステムが限界に達すると、通常モードに切り替わる。ユカワはノーベル物理学賞受賞者である湯川秀樹にちなんで名付けられた原子物理学で用いられる長さの単位を表す用語。

## 企画・製作

### 企画
オリジナルとなる本作品は、木村、柴咲と過去何度も仕事をしている植田博樹のプロデュース作品。『新世紀エヴァンゲリオン』シリーズを手掛ける庵野秀明、そして鶴巻和哉、前田真宏がコンセプト・設定協力として実写テレビドラマに初参加することでも話題となった。また、設定協力だけではなく、庵野をはじめとするスタジオカラーのスタッフが絵コンテを描いている。脚本は、『ケイゾク』や『SPEC』など独特な世界観を作り上げる西荻弓絵が担当し、映画『劇場版 SP』などを手掛けた波多野貴文、『ATARU』の木村ひさしが演出を担当する。波多野をはじめとするROBOTのスタッフが制作協力で参加している。
本作品はドラマ『SPEC』の放送時から企画されていた。プロデューサー・植田曰く「木村拓哉が眼鏡をかけたCMがずっと印象に残っており、そのビジュアルで何かやってみたかった」というのがこのドラマの始まり。
サブタイトルにあるA.I.はArtificial Intelligence（意味は人工知能、および人工知能を持った人型ロボット＝アンドロイド）の略称。ラブストーリー感を出したかったため、A.I.と愛の響きをかけている。ちなみに本作品のタイトルは当初「アンドロイドは夢を見るのか」というものだったが、大勢のスタッフに長いと言われて却下されたため、安堂ロイドに落ち着いたという。
主演の木村は本作品の企画書を提示された際、「安堂ロイド…アンドロイド。最初は、ふざけてるのかなと思いました。でも、企画書にあることを実写でできるのか?と聞くと、やろうと思っています!と返ってきて凄いことを考えるなって驚きました」と語っている。
柴咲も木村同様に企画書に書いてあることを本当にできるのか疑問だったという。しかし、「この時代にこういう作品をやろうという挑戦的な部分に惹かれました」と語っている。
2013年9月4日に行われたTBSの10月期番組改編説明会で、制作が発表された。

### キャスティング
2003年に放送されたドラマ『GOOD LUCK!!』以来10年ぶりに木村拓哉と柴咲コウが共演した。
脚本がある程度できてからオファーをされることの方が多いが、主演の木村、ヒロインの柴咲は企画の段階からオファーを受けている。
プロデューサーの植田は木村に関して、以前から「影のあるヒーローを演じてもらいたいと考えており、映画『レオン』のようなキャラクターでラブストーリーが作れないかとずっと構想を練っていた」という。
また、柴咲に関しては、主人公のロイドが「鉄壁の如く無表情なため、ヒロインは喜怒哀楽のハッキリした芝居ができる柴咲コウさんに」という思いでキャスティングした。

### 登場人物の名前の由来
登場人物の名前は本作品の題材や人物設定に関連して、SF作家や学者から由来するものが多い。
- 安堂麻陽 - 20世紀を代表するSF作家アーサー・C・クラークにちなみ、当初は「クラタアサヒ」となる予定だった。因みに「クラタ」は黎士の助手である倉田朝晴に用された。
- 沫嶋七瀬 - 日本三大SF作家の一人である筒井康隆の小説『七瀬ふたたび』にちなんでいる。
- 星新造 - 日本三大SF作家の星新一からきている。
- 小松左京子 - 日本三大SF作家の小松左京からきている。
- 葦母衣朔 - 「ロボット工学の三原則」を提唱した科学者で作家のアイザック・アシモフに由来する。
- ラプラス - 18世紀フランスの科学者ピエール＝シモン・ラプラスが元ネタ。

### 演出・撮影
安堂ロイドが机の引き出しから現れるという設定は、元々はプロデューサーの植田のアイディアであったが、庵野秀明と鶴巻和哉に提案したところ、「（パロディ元である）ドラえもんと見え方が同じだと、実写では格好が悪いので、見せ方を変える必要がある」と言われたという。植田曰く「引き出しから出てくると聞くと、視聴者は「ドラえもんかよ!」とツッコむ。それをフリにして、ポンと違う出し方をすればカッコイイ」という庵野の言葉を参考にした。
ロイドが注射器を使ってパワーアップする（アスラシステムに切り替える）設定は、木村拓哉のアイディアが基になっている。
また、撮影のほぼ全編は、TBSにて導入されたばかりの映画撮影用デジタルビデオカメラのSONY CineAlta PMW-F55を2台使用して行われた。

### ウェブコンテンツ
公式サイトでは、木村拓哉が役名の沫嶋黎士としてメッセージを書くブログが放送前の10月9日から開設された。このブログは開始後からアクセスが殺到し、つながりにくい状態が起きたため、16日にこれを解消するため移転措置が取られた。

## 受賞
- 第17回日刊スポーツ・ドラマグランプリ[26]
  - 助演女優賞（柴咲コウ）
  - 同・秋ドラマ選考[27]
    - 作品賞
    - 主演男優賞（木村拓哉）
    - 助演男優賞（遠藤憲一）
    - 助演女優賞（柴咲コウ）
- ジャパンアクションアワード2014[28]
  - ベストアクションシーン賞（第一話ラストのシーン）
- 月刊TVnaviドラマ･オブ･ザ･イヤー2013[29]
  - 作品賞
  - 主演男優賞（木村拓哉）
- VFX-JAPANアワード 2014
  - テレビ番組部門 優秀賞[30]

## スタッフ
- 脚本 - 西荻弓絵、泉澤陽子
- 音楽 - 菅野祐悟
- 主題歌 - 竹内まりや「Your Eyes」（ワーナーミュージック・ジャパン）
- 挿入歌 - 小田和正「woh woh」[要出典]
- 演出 - 波多野貴文、木村ひさし、坪井敏雄
- コンセプト / 設定協力 - 庵野秀明、轟木一騎、鶴巻和哉、前田真宏
- 演出補 - 日高貴士、東仲恵吾、伊藤雄介、長尾くみこ、宮崎駿、齋藤栄美、佐藤亮介
- 音楽コーディネーター - 溝口大悟、池田修平
- タイトルバックプロデューサー - 萩原豪
- タイトルバックディレクター - 柴田大平
- アートディレクター - 佐藤寛
- VFXスーパーバイザー - 石井教雄
- VFXプロデューサー - 佐藤大祐
- VFXディレクター - 瀧澤栄、鳥尾美里
- VFXプロダクションマネージャー - 田畑芙美子
- CGアニメーター - 田原史章、坂江美弥
- CGスタッフ - 佐々木良太、小垣貴裕、韓京勲、徐孝程
- CGディレクター - 鳥尾美里、田中浩征
- コンポジットディレクター - 鈴木信哉
- コンポジター - 石野桂子、杉本篤、前和佳子
- マットペインター - 高橋美穂子
- 美術プロデューサー / デザイナー - 青木ゆかり
- ロイドスーツ製作 - 細見佳代
- 特殊造形 - 松井祐一
- 視覚ブレーン - 山本雅之
- PC画面制作 - PDトウキョウ
- アクションコーディネーター - 下村勇二、園村健介、川本耕史
- 操演 - 羽鳥博幸、宇田川幸夫、高見澤利光
- スタント - 日野由佳、内ヶ崎ツトム、木村大輔、大隈厚志、市山英貴、荒川真、大石将史、野田論司、日野綾子、松上順也
- ガンエフェクト - 納富貴久男、田渕寿雄
- ロボット監修 - 古田貴之
- ハッキング監修 - 三井物産セキュアディレクション
- 取材協力 - 日本マイクロソフト
- 将棋監修 - 林隆弘、山本一成
- 医療指導・医学監修 - 依田茂樹
- SIT指導 - 越康広
- 翻訳 - Albert Malik、Balvir Singh
- 編成 - 福田健太郎、岸田大輔
- プロデュース - 植田博樹、坪井敏雄
- 制作プロデュース - 長谷川晴彦（ROBOT）、安田邦弘（ROBOT）
- ラインプロデュース - 佐藤幹也
- 制作協力 - ROBOT
- 製作著作 - TBS

## エピソードリスト
| 話数 | エピソードタイトル                                                | 初回放送日 | 脚本     | 演出       | 視聴率 | 備考                       |
| --- | ----------------------------------------------------------------- | ---------- | -------- | ---------- | ------ | -------------------------- |
| 第1話 | 永遠に君を護る!                                                   | 10月13日   | 西荻弓絵 | 波多野貴文 | 19.2%  | 15分拡大 （21:00 - 22:09） |
| ワームホール理論を研究する天才物理学者・沫嶋黎士は2013年のある日、自分が数時間後に確実に殺されること、さらに婚約者の安堂麻陽もその後に殺されることに気付く。黎士は妹の沫嶋七瀬にそのことを伝え、さらに麻陽に電話をし、自分の運命を伝えてたとえ殺されても麻陽の命を守ると告げる。黎士は空港に向かい、2113年の警察から派遣されたアンドロイド・ラプラスに運び込まれた異空間で銃殺されたのち、墜落事故を起こす航空機に乗せられ事故死したことにされる。 憔悴する麻陽のもとに、亡き黎士の自宅の部屋から彼と瓜二つの顔を持つアンドロイド・ARX II-13こと安堂ロイドが現れ、ラプラスに襲われる麻陽を救う。ロイドはクライアントから麻陽が「死ぬことを禁止する」と命じられ、その命を救うために行動しており、超人的な力をもってラプラスと格闘する。二人はラプラスから計10体のアンドロイドが麻陽の命を狙いにやって来ると知る。ロイドはラプラスを倒すが、麻陽は混乱する状況と黎士の死のショックから自殺を図ろうとし、またもロイドに救われる。 |                                                                   |            |          |            |        |                            |
| 第2話 | 母の愛、家族の絆                                                  | 10月20日   | 西荻弓絵 | 波多野貴文 | 15.2%  | 10分拡大 （21:00 - 22:04） |
| 死にたがる麻陽を前にしたロイドは、クライアントの意志に反し「射殺許可」を得て殺そうとするが、麻陽を探しにきた彼女の部下・星新造が現れその場から消える。ロイドは鉄工場に身を隠しサプリの助けでダメージの回復を図るが、暗殺者のキュリーとバルスが彼と麻陽を狙って現れる。ロイドは敵の目を欺いてバルスを倒し麻陽の元に向かう。エニグマ社に戻った麻陽を訪ねてきた七瀬がキュリーに捕らわれ、麻陽を狙うもロイドが助ける。この騒動で七瀬に黎士そっくりの姿と存在を知られたロイドは、麻陽に対し他者に秘密がばれると歴史に影響が出てしまうため、正体を知る人間は容赦なく殺すと宣言する。また、公安刑事・葦母衣朔は殺人スケジュール事件を追い、命を狙われながら不思議な状態で助かっている麻陽を疑問に思い、二人の前にも現れ尋問する。世間の目を欺く必要に駆られた麻陽は、黎士が生きていたことにし、ロイドに彼のふりをさせて同居を始める。しかし家族にまで嘘をつき通せないと考えた麻陽は、七瀬に真実を告げ、ショックを受けた彼女を逆上させてしまう。 |                                                                   |            |          |            |        |                            |
| 第3話 | 触れあう二人の孤独な気持ち                                        | 10月27日   | 泉澤陽子 | 木村ひさし | 13.2%  |                            |
| ロイドは秘密を知った七瀬を殺すと言い、大学で彼女に襲いかかる。駆け付けた麻陽が彼女をロイドから必死でかばい、七瀬は秘密を共有することになる。ところがロイドとの生活は、回復のために大量の充電を必要とするため麻陽は日常生活に支障をきたし不満を募らせる。麻陽はロイドを破壊しようとチェーンソーなどを手に襲いかかったところ、サプリが手配した警察にDV容疑で捕まり拘留されてしまう。釈放されたあと、七瀬になりすました暗殺者ボルタが麻陽を襲い、ロイドがまたも倒す。そんな中で、麻陽はロイドが「殺人マシン」としての過去の記憶にうなされる姿や、物に対する黎士を思わせる態度などを見て、感情を持たないはずの彼に感情があるのではと考える。やがて、七瀬の調べにより、生前の黎士が100年後の何者かとメールで連絡を取り合っていたことが判明する。 |                                                                   |            |          |            |        |                            |
| 第4話 | アンドロイドは愛を知った                                          | 11月03日   | 泉澤陽子 | 木村ひさし | 10.3%  |                            |
| アメリカ在住の黎士の親友・桐生貴志が突然桐生が麻陽たちの元に訪れる。桐生はロイドが黎士になりすましているとは気付かず再会を喜ぶ。同じころ、葦母は出所したばかりの知人でテロリストの川島に会うが、その正体は暗殺者のドルトンで、突然襲撃され危篤状態に陥るも、サプリが未来の特効薬を投与して意識を回復する。また、未来との通信について調べる七瀬に謎の美少女が接触してくる。その後、麻陽が帰国する桐生と挨拶を交わしていたところ、突然豹変した桐生が襲いかかり、ロイドが助けに来る。実は暗殺者のナビエが桐生になりすましていたのだ。ナビエはかつてロイドの仲間で、2人共高度な人工知能を持つゆえに感情が芽生え、大量虐殺を犯した記憶に苦しむようになったが、ナビエは苦痛に耐えられずその記憶を消していた。ロイドは乱入するドルトンを倒しナビエと対決、ロイドに倒され停止する間際、ナビエは仲間としての記憶を甦らせる。麻陽は黎士が残した愛情の証である婚約指輪をロイドから受け取り、仲間との思い出を大切にし辛い記憶も消さずにいるロイドに共感する。麻陽はロイドと食事を共にするようになり、彼を「安堂ロイド」と名付ける。 |                                                                   |            |          |            |        |                            |
| 第5話 | 今夜衝撃の第5話! 愛を知ったロイドが涙を流す…。 怒濤の展開への序章 | 11月10日   | 西荻弓絵 | 坪井敏雄   | 11.5%  |                            |
| 入院中の葦母は驚異的回復を遂げるが、調査を依頼していた鑑定屋・伍代が殺されたことを知り公務に復帰する。一方、星は黎士の生還に不審を抱き、彼の関連データをハッキングしてロイドが黎士になりすましている秘密に気付き始め、麻陽を問い詰める。麻陽は星の身を案じてこの件に近づかないよう忠告するが、星は伍代の残したデータを手に葦母に接触する。葦母は2113年の警察が現代で殺人を行っていることに気付いており、2066年のロイドが所属する虐殺器官・ARX部隊でテロを起こし10億人近い人類を殺害したことなどを星と話し合う矢先、葦母の部下・冨野好雪が突然暗殺者に乗り移られ二人に銃を向ける。葦母と星は助かるが冨野はその場から消え、次いで麻陽に接触して命を狙う。 ロイドは黎士の代わりに大学で講義を行い、ピエール＝シモン・ラプラスの提唱する未来に関する概念への反論として人の思いは未来を変えられるというクライアントの伝言を説く。七瀬はその言葉を黎士のメッセージではないかと考えるが、謎の美少女が再び現れ、七瀬に全知全能に近い自分たちの未来の技術を伝えようと誘惑する。そのころ、ロイドの身体は不調が次第にひどくなり、サプリは芽生えた感情と戦闘プログラムとのエラーによるバグであり記憶を消して初期化するしかないと診断する。記憶を消されることを拒むロイドは不調のまま麻陽を守るため戦闘に向かい、アスラシステムを2度に渡り起動するも冨野の姿をした敵に追い込まれる。サプリはロイドを助けるため、彼に感情のプログラムをインストールして記憶を保ったままバグを治すが敵の本体に自分の体を侵食されてしまう。サプリはやむなく敵を自分の中に閉じ込め、ロイドに原子還元処理を行わせる。彼への愛の言葉を最後に口にした後、サプリは敵もろとも消滅する。 |                                                                   |            |          |            |        |                            |
| 第6話 | 優しい嘘・悲しい真実                                              | 11月17日   | 泉澤陽子 | 波多野貴文 | 11.4%  |                            |
| 麻陽とロイドがサプリの死を悼みつつ生活するある日、麻陽の母・景子が余命がいくばくもないため、早く娘の花嫁姿を見たいという。景子の思いを叶えるため、麻陽と黎士のふりをするロイドは婚礼衣装を着て家族写真を撮るが、実は景子の病気は結婚式を延期している二人を心配してついた嘘だった。ロイドはなぜか黎士の名で呼ばれることに対して怒り、麻陽の部屋に帰らなくなる。麻陽から話を聞いた七瀬はロイドが黎士に嫉妬しているという。その陰で、七瀬も優秀な兄に抱いていた嫉妬と、自分を兄と比べる両親を殺したのが七瀬自身であることを謎の美少女に指摘される。 一方警視庁では冨野の遺体が発見される。葦母は星に手を引くように言うが、星は麻陽のために命を賭ける決意をして引き続き協力を続ける。そして星は麻陽に対してロイドが「物」にすぎないアンドロイドであることを指摘し、彼は暗殺者の仲間で騙されているのだと言い、愛を告白するが、麻陽は聞く耳を持たずロイドを信じると答える。その夜麻陽を襲おうとする暗殺者フレミングを捕らえたロイドは、彼が家族を持つことを知り、麻陽の言葉を思い出して見逃す。 やがて暗殺者たちが未来と通信し、保存された黎士の脳データによって未来と過去間の通信回線が絶たれていることが判明し、黎士の脳データが破壊される。ロイドは葦母に銃撃されるがやはり家族のいる相手を殺すことができない。そのとき麻陽をフレミングが率いる暗殺者たちが襲おうとし、ロイドはその場から消え麻陽を助ける。フレミングが自分を騙したことを知ったロイドは怒りに燃え、クライアントの命令でなく自分の意志で麻陽を守ると言い、許可されない原子還元処理によってフレミングを消滅させる。その直後、ロイドのOSは致命的ダメージを受け停止してしまう。 |                                                                   |            |          |            |        |                            |
| 第7話 | ロイド!! あなたは私が護る                                         | 11月24日   | 泉澤陽子 | 坪井敏雄   | 11.2%  |                            |
| 麻陽はその場に現れた葦母の手助けで動かないロイドを自宅に運び、七瀬に電話をし修理を頼むが拒絶される。麻陽は葦母の助言で星に修理を頼むことにする。その後、星は葦母に呼び出されて公安上層部の幹部たちに面会する。未来の警察と既に通じ取引をしている彼らは、修理に乗じてロイドを抹殺する処理をするよう星に頼む。その作業中、星はロイドらのいたARX部隊の紋章がフランスの死刑執行人家系のものと同じと知り、2066年に行われた大量虐殺が支配階級の人類による虐殺命令をアンドロイドたちの反乱に見せかけたものだったこと、それに反抗したロイドが命令した要人たちを殺害したことに気付く。さらに麻陽のロイドを守ろうとする意志の強さを知って星はロイド抹殺を止めるが、公安幹部は麻陽たちの元にSITを送り込んで抹殺を実行させようと脅し、麻陽と星の命を狙う。しかし麻陽は黎士のメッセージとみられる未来からのメールに励まされ、ロイドが起動するまでの時間を稼ごうとSIT隊長に対面する。別人がなりすまして星を騙すために監禁されていた葦母もその場に駆けつけ、ロイドを守ろうとする。その時、プログラムの修復によってロイドは復活。ロイドはSITを制圧すると公安幹部に麻陽の命を狙えば警察上層部を皆殺しにすると脅す。戻ってきたロイドを麻陽は喜んで迎えるが、彼は麻陽に名前を与えられた記憶を失っていた。 |                                                                   |            |          |            |        |                            |
| 第8話 | 想いは奇跡をうむ、誕生の夜                                        | 12月01日   | 泉澤陽子 | 波多野貴文 | 10.7%  |                            |
| 麻陽と過ごした記憶を失い、任務だけを無感情に遂行する人格に戻ってしまったロイドは、葦母と星に銃を向けるが麻陽の説得で思いとどまる。麻陽はロイドの記憶が必ずどこかに残っていることを信じ、七瀬の元に相談に訪れるが、七瀬は突然豹変し、自分から兄を奪った麻陽を罵り扼殺しようとする。七瀬は「レイコ」と呼ばれるその別人格に抵抗して意識を失い、解離性同一性障害と診断されそのまま入院する。一方ロイドは謎の美少女と対峙する。彼女は未来から送られたロイドのデータを元に2013年に作成されたアンドロイドで、ロイドの「妹」を名乗り、人類を絶滅させアンドロイドにより世界を支配しようと誘うがあくまで麻陽を守ろうとするロイドは彼女と対戦する。しかし謎の美少女もアスラシステムを起動し、ロイドは勝つことができない。そのころ警察機体たちは政府の大物政治家と交渉するなどロイド抹殺を目論むが、謎の美少女に殺されたあとぬいぐるみの中にデータとして保存されたポリスクラウドのリーダー・角城元が、麻陽たちの味方になることを決意して離反する。そして未来から再送信され復活したサプリが、ロイドと互いに感情のプログラムをインストールし合って共に記憶を取り戻し、角城をプリントアウトして復活させる。角城は、黎士が人の想いを伝える素粒子が存在すると考え実際に発見し、それによって未来と通信していたが麻陽に危険が及ぶことを案じ、2013年とのゲートを閉じたこと、そのため未来の警察機構が麻陽を殺害しようとしていること、自分が殺されることで脳データと化して未来からアンドロイドを送り込み、麻陽を守ろうとしていることなどを一同に説明する。 |                                                                   |            |          |            |        |                            |
| 第9話 | 兄妹の絆〜孤独が犯した過ち                                        | 12月08日   | 泉澤陽子 | 木村ひさし | 10.3%  |                            |
| 入院中の七瀬は謎の美少女にそそのかされて凶暴な別人格・黎子を再び目覚めさせ、医師たちに重傷を負わせて病院から逃亡する。連絡を受け、麻陽やロイドたちは七瀬の行方を捜す。その最中、麻陽とロイドはケプラとメンデルに遭遇し襲われる。ロイドは最後のアスラシステムを起動するが、OSをアップグレードしたケプラたちに勝つことができない。突然上空に現れた雷雲に驚いたケプラたちはその場を去るが、ロイドは大きなダメージを負う。一方、七瀬の行方を捜すため彼女のパソコンを調べていた黎士の助手たちは、七瀬が未来から送信されたロイドのデータを元にアンドロイドを開発し、2013年の現代にプリントアウトしたことを知る。それこそが、謎の美少女、すなわちLAST QUEEN（LQ）だった。助手たちの元に現れたLQは彼らを連れ去り、その後研究室に来て異常に気付いた星と葦母は、凶暴化した七瀬に襲われ監禁される。しかし、そこで星に兄が妹の才能を高く評価し、研究者としての心の励みとしていたことを聞かされた七瀬は、元の人格に戻り彼らを助けようとする。だが、LQは七瀬を、そして星と葦母も銃撃する。その頃、日本の大物政治家は未来の警察と交渉を進めていたが、人間がアンドロイドのコントロールを失うことを恐れて直前に拒否し、その場に現れたLQに銃撃される。ロイドは回復が充分でないながらもLQの元へ現れ、政治家を原子還元処理しようとするケプラを返り討ちにする。サプリの協力で政治家と星たちを安全な場所で治療し、角城はLQが人質に取った助手たちを助ける。ロイドは様々な人々の思いに自分が生かされていることを語り、LQと対決する。 |                                                                   |            |          |            |        |                            |
| 最終話 | 約束の時、想いは永遠に                                            | 12月15日   | 泉澤陽子 | 波多野貴文 | 12.6%  |                            |
| ロイドはLQ・メンデルと対決するも追い込まれ、助けに現れたサプリと共に危機一髪のところ、回復した七瀬がLQに愛情のプログラムを強制インストールして苦悩の末システムダウンさせたことで助かる。しかし原子還元処理を行おうとするとLQは反撃し、ロイドたちは退避する。七瀬はLQに狙われることを悟って麻陽たちの安全のためにその場から離れ、LQを欺いて機能停止を実行、メンデルを角城が倒して全ては終わったかに思われた。だが、LQは回復し、麻陽たちと落ち合う七瀬の腹を突き破り殺そうとする。LQは麻陽に降参を迫る。しかし満身創痍のロイドはその場に現れ、角城はメンデルと相打ちを図って共に原子還元される。LQは世界のトップが自分たちの子孫のみの繁栄と引き換えにアンドロイドに世界を売り渡したことを告げ、人類は守るに値しないと言うが、ロイドは未来を託す価値のある人間に未来を任せれば自分たちが虐殺を起こすような事態は起きないと反論し、あくまで人間の力を信じる。そこへ警察上層部から送り込まれたSITが現れ、麻陽たちに銃を向ける。しかし、葦母の涙ながらの説得により、隊長は銃撃を停止させる。業を煮やしたLQはロイドに原子還元処理を行う。ロイドは麻陽に感謝と別れを告げ、原子還元処理の火球とともにLQを抱き込んで上空にウージングアウトし、共に爆発し消滅する。 その後、黎士と麻陽の結婚式が予定されていた日、皆は無事で平和に過ごし、麻陽の部屋には突然ロイドが再度プリントアウトされる。消滅したロイドはメモリーチップとなって海底で浸食に耐え、100年後の科学者に発見され、黎士に肉体を返すために未来から再度送信されてきたのだ。ロイドはメモリーチップを排出して停止し、サプリがそれを回収しに現れる。ロイドの肉体には未来から黎士の脳データが送信される。サプリはロイドからの、麻陽と黎士の幸せな未来を守るため、何かあれば再び現れることを約束するという伝言を残し、二人を祝福して去る。生体活動モードに移行し復活した黎士は目を覚まし、麻陽と再会を喜びあい、物語は終わる。 |                                                                   |            |          |            |        |                            |
| |                                                                   |            |          |            |        |                            |
| 平均視聴率 12.8%（視聴率は関東地区・ビデオリサーチ社調べ） |                                                                   |            |          |            |        |                            |

## 関連商品
ホームメディア
以下いずれも2014年6月11日発売。発売元・TBS、販売元・TCエンタテインメント。
- 安堂ロイド〜A.I. knows LOVE?〜／Blu-ray BOX（6枚組、本編：504分＋特典映像：207分）
- 安堂ロイド〜A.I. knows LOVE?〜／DVD-BOX（6枚組、本編：504分＋特典映像：207分）

サウンドトラック
- 日曜劇場「安堂ロイド」オリジナル・サウンドトラック（2013年12月4日発売）Anchor Records、品番：UZCL-2049

オフィシャルブック
- 安堂ロイド〜A.I. knows LOVE?〜OFFICIAL BOOK（2013年12月5日発売）東京ニュース通信社、ISBN 978-4863363656

ノベライズ
西荻弓絵・脚本、百瀬しのぶ・ノベライズで角川文庫より発売。
- 安堂ロイド I（2013年10月25日発売）ISBN 978-4-04-101057-0
- 安堂ロイド II（2013年11月22日発売）ISBN 978-4-04-101120-1
- 安堂ロイド III（2013年12月25日発売）ISBN 978-4-04-101168-3